# Piceomphale
Piceomphale är ett släkte av svampar som beskrevs av Svr?ek. Piceomphale ingår i ordningen disksvampar, klassen Leotiomycetes, divisionen sporsäcksvampar och riket svampar.
Släktet innehåller bara arten Piceomphale bulgarioides.